# Austroterobia iceryae
Austroterobia iceryae är en stekelart som beskrevs av Boucek 2004. Austroterobia iceryae ingår i släktet Austroterobia och familjen puppglanssteklar.
Artens utbredningsområde är:
- Kenya.
- Nigeria.

Inga underarter finns listade.